# Boxing (Binzhou)
Boxing (chinesisch 博兴县, Pinyin Bóxīng Xiàn) ist ein Kreis in der chinesischen Provinz Shandong. Er gehört zum Verwaltungsgebiet der bezirksfreien Stadt Binzhou. Boxing hat eine Fläche von 900 km² und zählt 487.116 Einwohner (Stand: Zensus 2010). Sein Hauptort ist die Großgemeinde Boxing (博兴镇).
Die Stätte des Longhua-Tempels (Longhuasi yizhi 龙华寺遗址) steht seit 2006 auf der Liste der Denkmäler der Volksrepublik China (6-124).

## Persönlichkeiten
- Zhang Jun (* 1956), Politiker